# Eccleshall
Eccleshall är en stad och civil parish i Stafford i Staffordshire i England. Orten har 4 651 invånare (2011). Byn nämndes i Domedagsboken (Domesday Book) år 1086, och kallades då Eches(h)elle.